# Псюк, Олег Романович
Олег Рома́нович Псюк (укр. Олег Романович Псюк), сценический псевдоним Псючий Сын (укр. Псючий Син; род. 16 мая 1994, Калуш, Ивано-Франковская область, Украина) — украинский рэп-исполнитель, автор песен. Основатель и экс-фронтмен музыкальной группы KALUSH, вместе с которой стал победителем Евровидения-2022.

## Биография
Олег Псюк родился 16 мая 1994 года в городе Калуш Ивано-Франковской области в семье инженера-механика и продавщицы. В подростковом возрасте Псюк подрабатывал на стройке и помогал в изготовлении колодезных колец.
После окончания школы уже работал на строительстве. Окончил Калушский политехнический колледж в Калуше, Львовский лесотехнический университет во Львове. Работал во время учёбы на кондитерской фабрике и заводе.
В интервью с бизнес-изданием Forbes украинский рэпер поделился, что его детской мечтой является записать фит с иконой американского хип-хопа Эминемом.
В 2021 году вошел в рейтинг «30 самых перспективных украинцев до 30 лет» по версии Forbes (в категории «Музыка»).

## Творчество
Пишет рэп с 2009 года. Первым треком стал трек про классную руководительницу, который он написал в 15 лет, вдохновившись американского рэпером Эминемом.
С 2015 года начинает заниматься рэпом более продуктивно, записывает больше треков. В 2018 году под псевдонимом «Псючий сын» выпустил свой первый альбом «Торба». Этот альбом был высоко оценен сообществом украинского рэп андеграунда. Благодаря чему Псюк знакомится с Иваном Клеменко (саундпродюсер и менеджер «Kalush» и Alyona Alyona).
С 2019 года — фронтмен группы «Kalush». С 2021 года — фронтмен группы «Kalush Orchestra».
Вместе с группой «Kalush Orchestra» одержал победу на песенном конкурсе Евровидение-2022 от Украины, исполнив песню «Stefania». После финального выступления Олег Псюк со сцены призвал помочь Украине, Мариуполю и Азовстали. В 2024 году стало известно, что группа распалась на несколько творческих проектов.
Сотрудничал с Alyona Alyona, Кристиной Соловий, Jerry Heil, Skofka, группой «Океан Ельзи».

## Личная жизнь
По состоянию на 2022 год встречался с Александрой Белобровой, уроженкой Черниговской области.

## Награды
- Почётный гражданин города Калуша (2022)[16][17].